# Katedra Matki Bożej w Aleppo
Katedra Matki Bożej w Aleppo – katedra melchickiej archieparchii Aleppo. Położona jest w starej dzielnicy miasta, obok katedry maronickiej.

## Architektura
Świątynia kamienna, trójnawowa, o niepozornej fasadzie, zwieńczona kopułą w tylnej części.

## Wnętrze
Wewnątrz znajduje się tradycyjny ikonostas rozciągnięty na szerokość trzech naw, a po obu stronach nawy głównej umieszczone są ambony.

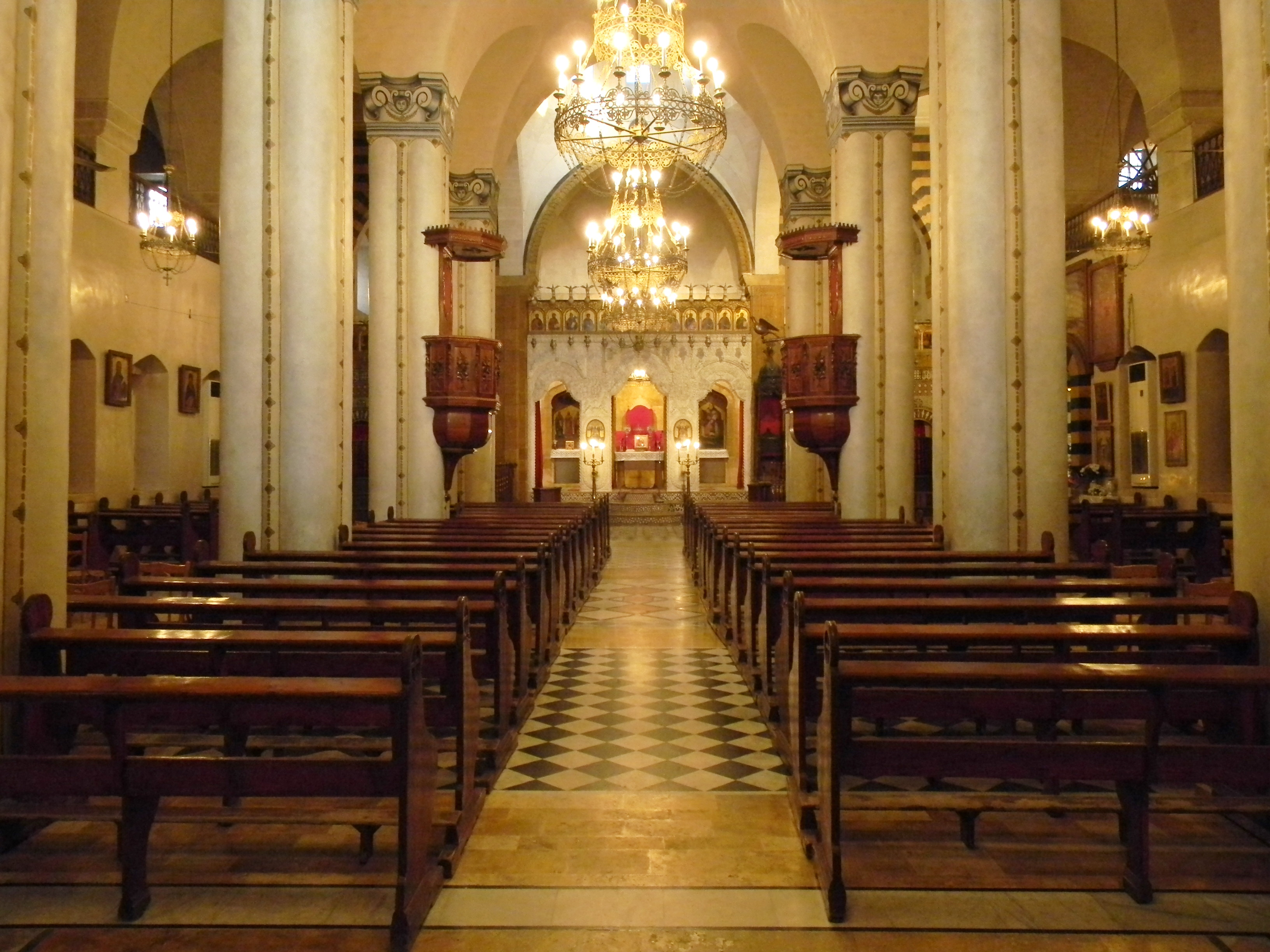
Wnętrze katedry

## Historia
Katedra wzniesiona została w 1834 roku. Świątynia ucierpiała w czasie wojny domowej, jednak 29 kwietnia 2019 została rekonsekrowana po naprawie wszystkich zniszczeń.